# Torremochuela
Torremochuela è un comune spagnolo di 11 abitanti situato nella comunità autonoma di Castiglia-La Mancia.